# Wadi Araba

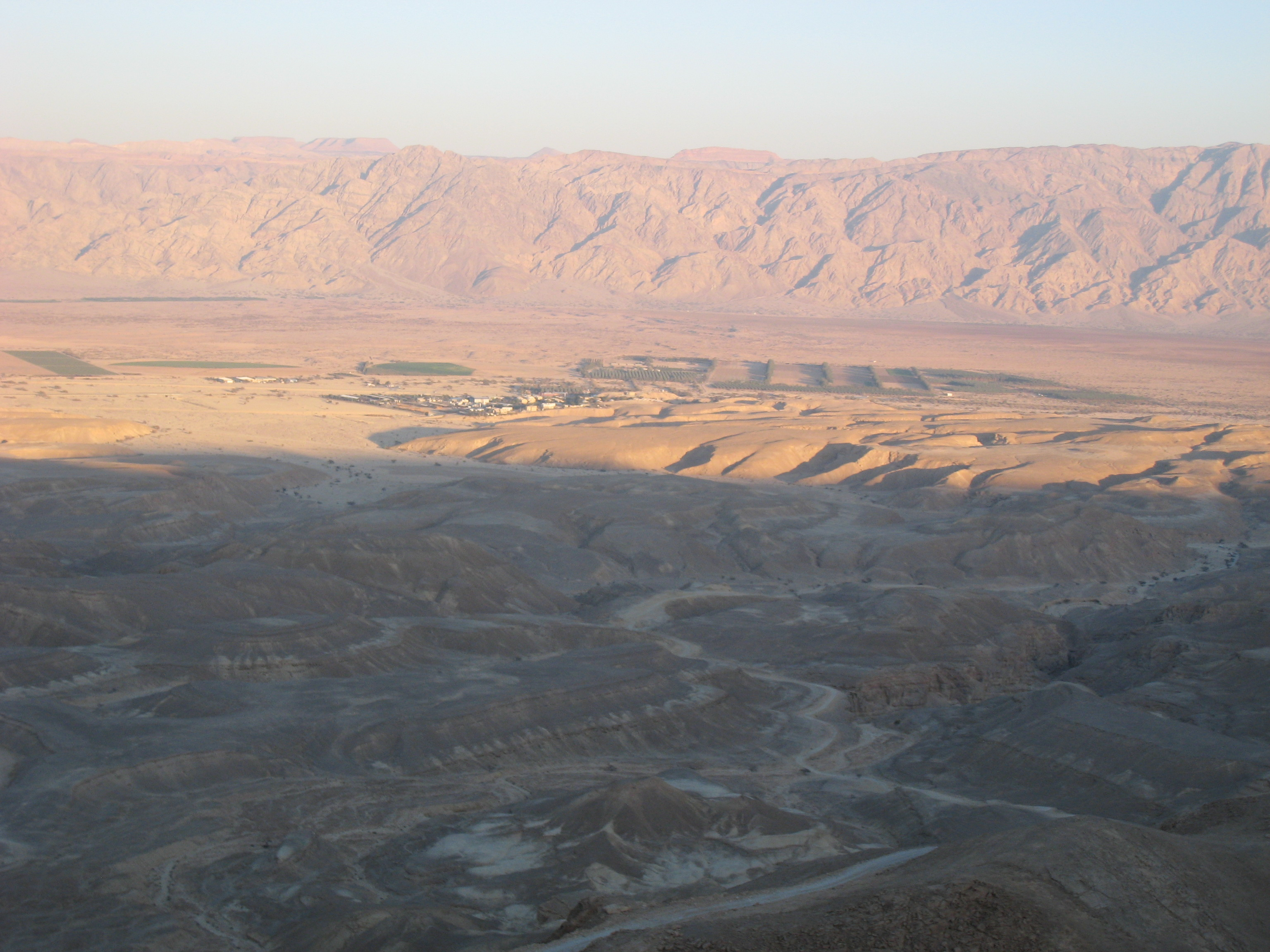
Wadi Araba

Wadi Araba (Arabisch: وادي عرب - Wadi Araba) (Hebreeuws: הָֽעֲרָבָה - Ha'Arava) is een wadi en maakt deel uit van het gedeelte van de Grote Slenk tussen de Dode Zee in het noorden en de Golf van Akaba in het zuiden. In de vallei loopt de grens tussen Israël in het westen en Jordanië in het oosten. Wadi Araba heeft een lengte van 166 kilometer.
Net als de Dode Zee ligt ook een groot deel van Wadi Araba beneden zeeniveau.
In de Wadi Araba wordt door Jordanië gestart met het Dode Zeekanaal.
Rond 1000 v.Chr. was de stad Faynan, in het noorden van Arava, een centrum van mijnbouw en koperproductie, die op hoog technologisch niveau stond. In 925 v.Chr. reisde de Egyptische farao Shishak naar Faynan om de levering van koperproducten aan zijn rijk veilig te stellen.